# Alexeï Ivanovitch Bartolomei
Pour les articles homonymes, voir Bartolomei.
Alexeï Ivanovitch Bartolomeï, (En langue russe : Алексей Иванович Бартоломей), (En langue allemande : Ludwig Balthasar Alexis Bartholomäi), né le 17 juin 1784, mort le 25 décembre 1839.
Au cours des Guerres napoléoniennes, il fut l'un des commandants en chef de l'Armée impériale de Russie. Lieutenant-général russe (1826).

## Biographie

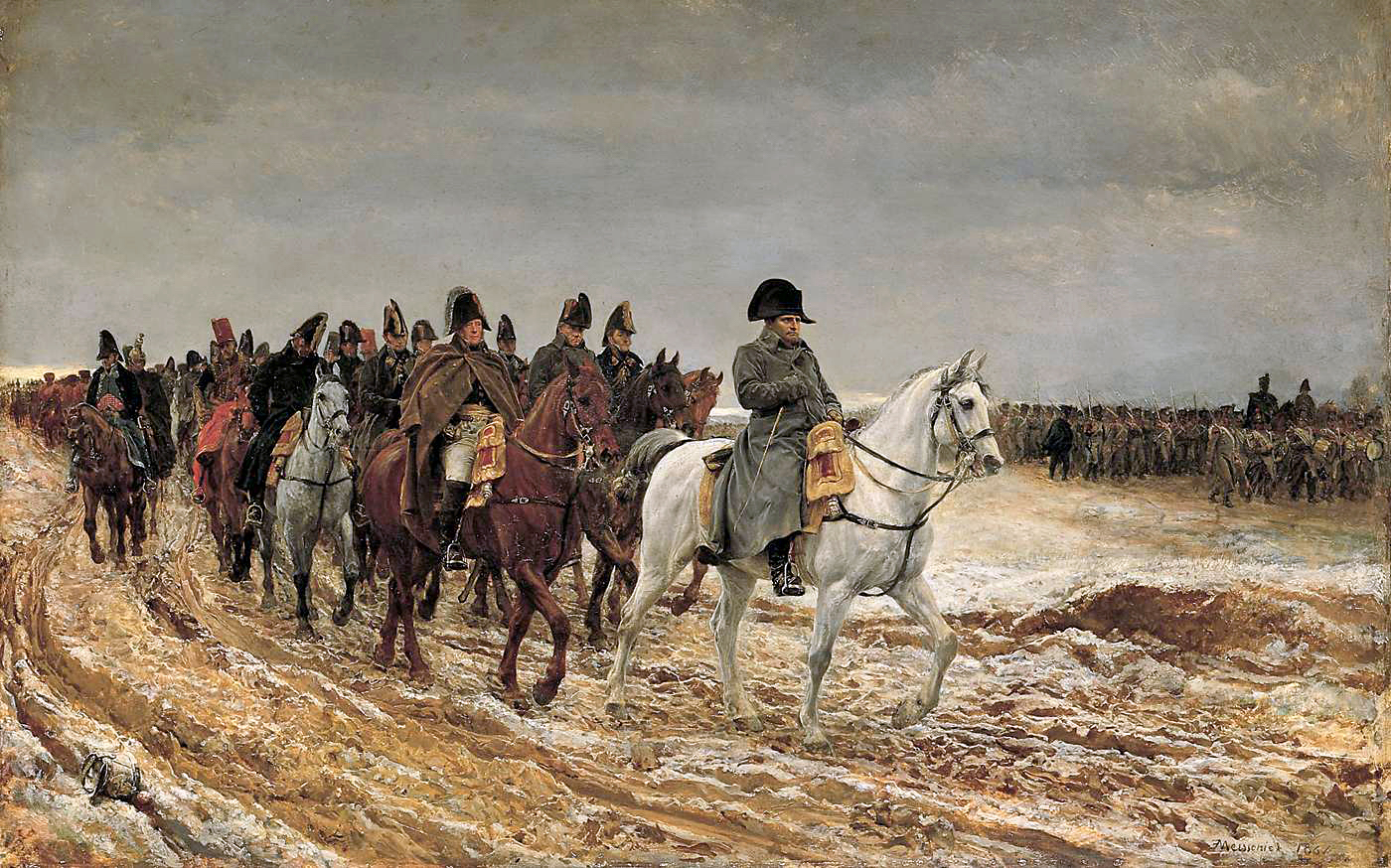
Peinture de Meissonier : 1814, Campagne de France : Retraite après la bataille de Laon; Napoléon et son état-major derrière lui; de gauche à droite, Ney (capote sur les épaules), Berthier, Flahaut (fils de Talleyrand); derrière Ney, un inconnu tombant de fatigue, puis Drouot et, derrière Flahaut, peut-être Gourgaud,,.

Le 19 avril 1798, comme sous-officier, Alexeï Ivanovitch Bartolomeï commença sa carrière militaire dans un bataillon de la garnison d'Arensbourgski. Quelques mois plus tard, il fut promu enseigne (Russie: Подпрапорщик -Podpraporchtchik). Le 27 mars 1802, Bartolomeï fut transféré au 4e régiment de Chasseurs. Le 19 janvier 1803, il fut nommé aide de camp du major-général Michel Barclay de Tolly.
Alexeï Ivanovitch Bartolomeï prit part aux batailles de Pułtusk (26 décembre 1806), d'Eylau (7 février-8 février 1807) pour laquelle il reçut l'Ordre de Saint-Vladimir (4e classe). Le 21 avril 1807, il devint l'aide camp du général Levin August von Bennigsen, sous ses ordres il s'illustra au cours des batailles d'Heilsberg (10 juin 1807) de Friedland le 14 juin 1807. Le 23 janvier 1808, au grade de capitaine, il intégra le régiment de Chasseurs de la Garde.
Après l'ouverture des hostilités en Finlande (Guerre russo-suédoise de 1808-1809), il fut engagé dans les batailles Iorise et de Kouopio.
En octobre 1808, le capitaine Bartolomeï fut nommé aide de camp du gouverneur général de Revel, le prince de Hosltein-Oldenburg.
Au début de la Guerre patriotique de 1812, Bartolomeï servit sous les ordres du général Michel Barclay de Tolly, fin septembre 1812, sous les ordres du feld-maréchal Mikhaïl Illarionovitch Koutouzov. Au cours de cette campagne militaire menée contre les troupes napoléoniennes, il fut engagé dans les batailles de d'Ostrovno 25 juillet-27 juillet 1812), Smolensk (16 août-17 août 1812), sa bravoure au cours de cette bataille lui valut l'Ordre de Sainte-Anne (2e classe- avec diamants) Borodino (7 septembre 1812), Wonkowo (18 octobre 1812) et Maloyaroslavets (24 octobre 1812).
Alexeï Ivanovitch Bartolomeï participa à presque toutes les batailles de la campagne d'Allemagne de 1813. La bataille de Leipzig lui apporta le grade de général de division (8 octobre 1813), en outre, il fut admis dans la suite de Sa Majesté Impériale Alexandre Ier de Russie et fut décoré de l'Ordre de Léopold (2e classe) et l'Ordre de l'Aigle rouge (2e classe).
Dans les rangs de l'Armée de Silésie placée sous le commandement du feld-maréchal Gebhard Leberecht von Blücher, le général Bartolomeï s'illustra également au cours de la campagne de France de 1814, il fut engagé dans les batailles de bataille de Soissons, Craonne (7 mars 1814), Laon (9 octobre-10 octobre 1814) et à la prise de Paris où il prit d'assaut les hauteurs de Montmartre.
Sur la demande personnelle du feld-maréchal Michel Barclay de Tolly, Alexandre Ier de Russie le nomma commandant de brigade dans la 4e division d'infanterie, ce fut à la tête de cette brigade que le général Bartolomeï participa à la Guerre de la Septième Coalition.
Le 28 janvier 1826, il fut désigné pour commander la 9e division d'infanterie, le même jour il fut élevé au grade de lieutenant général.
Le 4 octobre 1829, il reçoit un nouveau commandement, celui de la 8e division d'infanterie. En 1828, il fut engagé dans le conflit opposant la Russie à la Turquie, où il fut grièvement blessé. Il s'illustra de nouveau dans la répression menée contre les insurgés polonais.
Le 15 octobre 1839, en raison de son état de santé, il fut mis à la retraite.

## Décès et inhumation
Alexeï Ivanovitch Bartolomeï décéda le 25 décembre 1839, il fut inhumé au cimetière Volkovo à Saint-Pétersbourg.

## Distinctions
- 1807 : Ordre de Saint-Vladimir (4e classe) ;
- 1812 : Ordre de Sainte-Anne (2e classe avec diamants) ;
- 1813 : Ordre de Léopold (2e classe) ;
- 1813 : Ordre de l'Aigle rouge (2e classe) ;
- Ordre du Mérite prussien ;
- Ordre de Saint-Georges (4e classe) ;
- Ordre militaire de Maximilien-Joseph de Bavière.

## Carrière militaire
- 1802-1808 : 4e régiment de Chasseurs ;
- 1808-1814 : Régiment de Chasseurs de la Garde ;
- 1814-1826 : 4e division d'infanterie ;
- 1826-1829 : 9e division d'infanterie ;
- 1829-1839 : 8e division d'infanterie.